# Nadje Noordhuis
Nadje Noordhuis (* 1977 in Sydney) ist eine australische Jazzmusikerin (Trompete, Flügelhorn, Komposition), die laut Dan Bilawksy „eine der überzeugendsten Stimmen“ auf ihrem Instrument ist.

## Leben und Wirken
Noordhuis hatte bereits mit drei Jahren klassischen Klavierunterricht. In der Schule kam die Trompete als Orchesterinstrument hinzu. Sie absolvierte zunächst eine Ausbildung als Tontechnikerin. Dann zog sie nach Melbourne, um am Victorian College of the Arts zu studieren. 2003 wechselte sie nach New York City, um an der Manhattan School of Music bei Laurie Frink und Ludmilla Ulehla das Masterstudium in Jazztrompete zu absolvieren.
Erste Aufnahmen entstanden um 2004 in der Bigband von Sherisse Rogers (Sleight of Hand). In den folgenden Jahren spielte Noordhuis u. a. mit Ann Hampton Callaway (Blues in the Night), mit Sherrie Maricle und dem Diva Jazz Orchestra, Darcy James Argues Secret Society und dem Awakening Orchestra. 2010 nahm sie ihr Debütalbum mit Eigenkompositionen auf, an dem Geoff Keezer, Joe Martin und Obed Calvaire mitwirkten. All About Jazz lobte das gleichnamige Debütalbum als Aufnahme von „erhabenem Geschmack und romantisch-getönter Eleganz“.
Mit dem Pianisten Luke Howard (und dem Perkussionisten Daniel Farrugia) spielte sie das Album Ten Sails (Lukktone, 2015) ein, mit Vibraphonist/Perkussionist James Shipp das Duoalbum Indigo (2017). Als Liveaufnahme entstand in der Schweiz ihr Album Gullfoss im genreübergreifenden Quintett mit Maeve Gilchrist (keltische Harfe), Jesse Lewis (Gitarre), Ike Sturm (Bass) und James Shipp. Im Bereich des Jazz war sie zwischen 2004 und 2022 an 30 Aufnahmesessions beteiligt, auch mit Andy Sugg, Rudy Royston, Amy Cervini, Lisa Parrott, Oded Lev-Ari, Anat Cohen (Triple Helix), Darcy James Argue’s Secret Society (Dynamic Maximum Tension, 2023) und Sari Kessler.  2021 legte Noordhuis  das Album Gullfoss vor, das sie mit der Harfenistin Maeve Gilchrist, Gitarrist Jesse Lewis, Bassist Ike Sturm und dem Keyboarder-Perkussionisten James Shipp eingespielt hatte.

## Diskographische Hinweise
- Full Circle (2022)
- Nadje Noordhuis & James Shipp: Multitudes (2023)